# Retrato de Selvaggia Sassetti

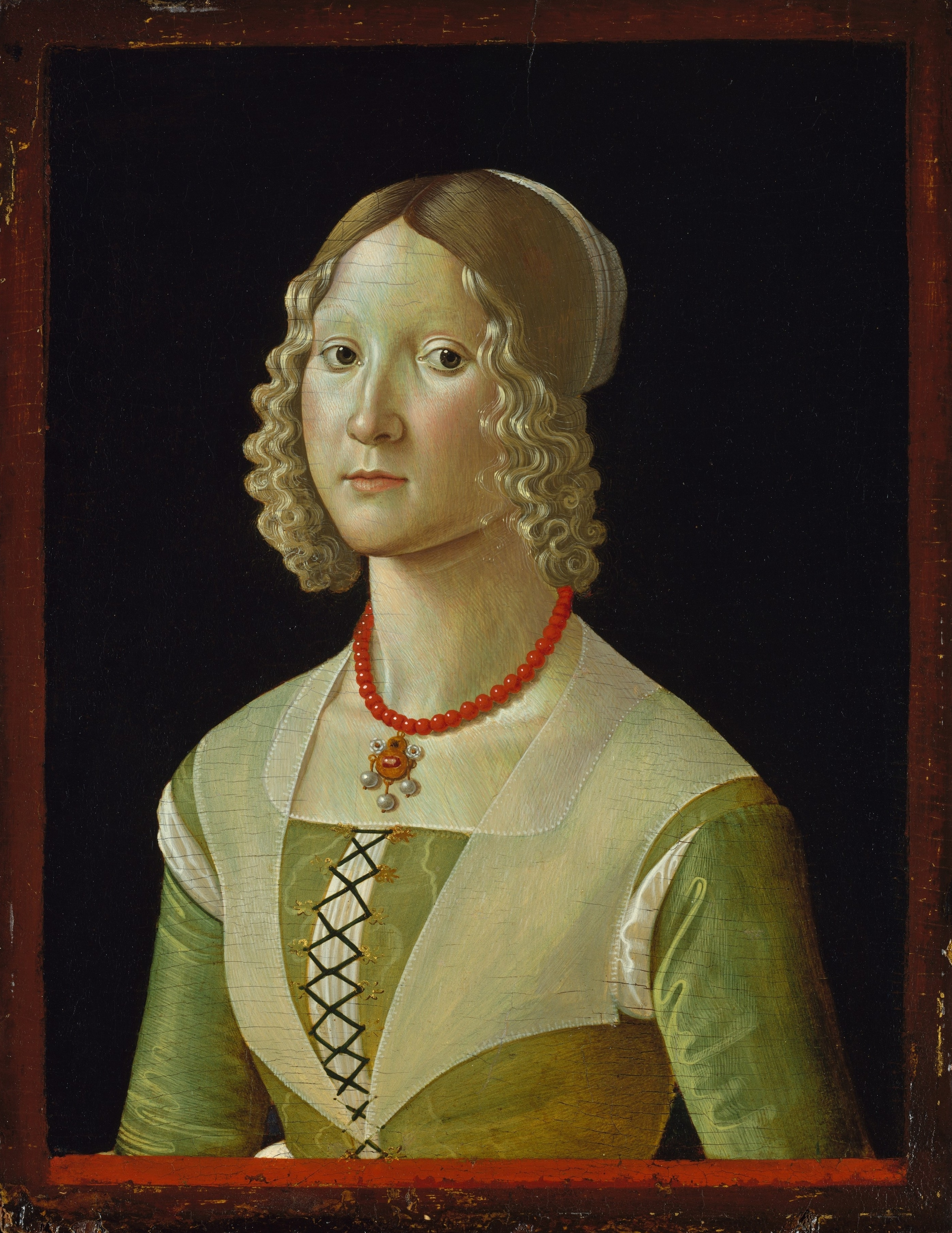
Retrato de Selvaggia Sassetti, Museo Metropolitano de Arte.

Retrato de Selvaggia Sassetti o simplemente Selvaggia Sassetti es una obra realizada en témpera sobre madera creada entre 1452 y 1525 por el pintor Davide Ghirlandaio. Sus dimensiones son 57.2 cm cm x 44.1 cm y está ubicada en el Museo Metropolitano de Arte de Nueva York, Estados Unidos.
La obra formó parte de las exhibiciones 30 Masterpieces: An Exhibition of Paintings from the Collection of the Metropolitan Museum of Art de 1948, Florentine Paintings in the Metropolitan Museum de 1971, The Renaissance Portrait from Donatello to Bellin de 2012.